# Гол линија (амерички фудбал)
Гол линија (енгл. Goal line), је део терена на оба краја, који представља линију преко које се постиже погодак у америчком фудбалу. Гол линија дели енд зону од поља за игру. Преласком играча са лоптом преко ове линије постиже се тачдаун.